# Mohammad Afash
Mohammad Afash (Aleppo, 31 ottobre 1966) è un ex calciatore siriano, di ruolo centrocampista.